# Bugs Bunny e Taz in viaggio nel tempo
Bugs Bunny e Taz in viaggio nel tempo (Bugs Bunny & Taz: Time Busters), è un videogioco a piattaforme sviluppato da Artificial Mind & Movement e pubblicato dalla Infogrames nel 2000, sia su PlayStation che su PC. Appartenente sempre al franchise Looney Tunes si tratta del sequel indiretto di Bugs Bunny: Lost in Time, realizzato dalla stessa compagnia e uscito l'anno prima.
Solo in Europa due anni dopo, la versione PlayStation del titolo è uscita in doppia confezione 2 Games con Wacky Races.

## Trama
Un giorno come tanti il papero Daffy Duck, di professione disinfestatore, viene chiamato dalla Nonna per sbarazzarsi di un pestifero roditore. Nel tentativo di acchiapparlo, nella casa della vecchietta, lui danneggia accidentalmente il regolatore del tempo, misteriosa macchina da ella creata che a quanto pare controlla il flusso temporale delle varie ere. Daffy viene così teletrasportato al tempo degli Aztechi, assieme alla gemma del tempo, una grande pietra preziosa che funge da nucleo per esso. Si scatena così il finimondo: la macchina salta in aria e i suoi ingranaggi si disperdono nel tempo, assieme agli abitanti di diverse epoche, che finiscono per mescolarsi tra di loro. Per intervenire la Nonna chiama in aiuto Bugs Bunny, affiancato da Taz, suo animale domestico. I due hanno così il compito di riportare Daffy al presente recuperando quella gemma, insieme con tutti gli ingranaggi e ai poveri malcapitati dispersi nel tempo.

## Personaggi

### Giocabili
- Bugs Bunny - È un coniglio; le sue abilità sono pressoché identiche a quelle che lo stesso possiede nel videogioco precedente.
- Taz - È un diavolo della Tasmania capace di mangiare di tutto. Riesce a girare così velocemente da sembrare un tornado.

### Non giocabili
- Titti - Insieme alla Nonna darà preziosi consigli a Bugs e Taz durante l'avventura.
- Daffy Duck - È un'anatra avida e sprovveduta; trova sempre il modo di cacciarsi nei guai.

### Nemici/Boss
- Yosemite Sam - Antenato azteco di Yosemite Sam, che cercherà di sacrificare Daffy Duck al suo Dio del Sole.
- Taddeo - Guardiano del martello di Thor, antenato di Taddeo. Il suo costume da vichingo è un riferimento al celebre corto Cane all'opera.
- Babba Chop - È un ricchissimo re arabo, estrapolato dal classico corto Chiuditi sesamo.
- Conte Bloodcount - Un vampiro che abita in un lugubre castello in Transilvania, estrapolato dal classico corto Il conte succhiasangue.

## Modalità di gioco
Bugs Bunny e Taz in viaggio nel tempo è suddiviso in quattro diverse ere temporali (vedi le sezioni dedicate), che consistono ognuna in una serie di livelli che il giocatore può avviare raggiungendo degli ingressi sparsi per una cosiddetta Zona centrale (in un modo del tutto analogo alla serie di Spyro the Dragon). Ogni livello è cosparso di ingranaggi di diverso valore, che sempre il giocatore dovrà recuperare per completare il titolo al 100%. Mediante uno specchio magico si può riavvicinare Bugs e Taz quando uno dei due è molto lontano l'uno dall'altro.
Il giocatore potrà intercambiare in ogni momento (tranne poche eccezioni) il sopracitato duo, scegliendolo in base alle loro abilità specifiche. Ad esempio, sfrutterà l'agilità di Bugs per scalare, attraversare superfici sensibili e manipolare oggetti leggeri, o la forza bruta di Taz per sollevare o trascinare oggetti pesanti e scavare buchi sottoterra; possono anche nuotare ed immergersi nell'acqua per esplorare zone sottomarine. Inoltre, molte abilità speciali verranno acquisite durante il corso dell'avventura grazie all'aiuto della Nonna, che comparirà in alcuni punti contraddistinti dalla presenza di Titti (solo nelle zone centrali).
E infine tornano le carote, le quali raccogliendole ricaricheranno la barra della salute di entrambi i personaggi giocabili, ma quando essi sono al massimo vengono collezionate fino a cento; in questo seguito, servono anche come metodo di pagamento per permettere di accedere ai livelli col minigioco. Quando tutte e due le barre sono esaurite si perderà una vita supplementare (a tal proposito la si guadagna extra con un ciak), tuttavia, se solo una barra è esaurita, il protagonista morto in questione viene recuperato tramite un pacco postale da aprire rompendolo.

### Inventario
In ogni era vi sono:
- Numerosi ingranaggi che possono essere raccolti già nella zona centrale oppure in alcuni livelli e possono anche essere nascosti. Tali hanno diversi valori: di zaffiro 1, di bronzo 5, d'argento 10, d'oro 25 e, infine, l'unico di cristallo che vale 100;
- Tre gettoni del boss dorati contrassegnati dalla sua faccia, che raccogliendoli permetteranno di accedere al livello Boss, dove bisognerà affrontarlo e sconfiggerlo per poter passare a quella successiva. Sono sempre spartiti tra un punto nascosto della Zona centrale, accessibile soltanto dopo aver risolto un enigma, e due tipi di livelli ossia Ricerca, dove si dovrà risolvere spesso degli enigmi o aver sconfitto un miniboss, e Corsa, dove invece si affronterà un percorso a ostacoli per arrivare alla fine o si vincerà una gara;
- Cinque scatole ACME che distruggendole tutte si otterrà un ingranaggio d'oro;
- Cinque personaggi "persi nel tempo" che appartengono all'era successiva a quella in cui ci si trova (i vichinghi nell'era azteca, gli arabi nell'era vichinga, e così via). Come per i già citati gettoni, sono sempre spartiti tra due nella Zona centrale e nel livello di Ricerca, e uno nel livello Boss. Potendo anche essere nascosti, solitamente questi personaggi piangono (aztechi, vichinghi e arabi) oppure scappano (aztechi e fantasmi) e, salvandoli tutti, si potrà prendere l'ingranaggio di cristallo.

## Ere e livelli
Granwich 
La zona centrale dalla quale si può accedere alle quattro ere successive. Qui Bugs e Taz impareranno grazie alla Nonnina e a Titti le tecniche basilari del gioco: entrambi impareranno a correre, saltare, nuotare e sconfiggere i nemici; Bugs imparerà a strisciare nelle buche, arrampicarsi, planare e interagire con oggetti come mazze e sassi; Taz invece imparerà a spingere e sollevare casse pesanti.
Una volta trovati i primi 10 congegni la Nonna spiegherà le funzioni degli oggetti collezionabili e aprirà la prima era.
 Era azteca 
Daffy è stato teletrasportato al tempo degli Aztechi, finendo nelle grinfie del re Sam che catturerà il papero dopo che quest'ultimo ha tentato di rubargli il tesoro e cercherà di sacrificarlo al dio del sole.
- Zona centrale/La città d'oro: la zona centrale è ambientata in una città azteca pattugliata da soldati armati di lancia; il gettone del boss è nascosto da qualche parte in un passaggio segreto. Tramite Titti la Nonna insegnerà a Bugs e Taz la mossa del trampolino che permette a Bugs di rimbalzare sulla testa di Taz; fanno parte di questa zona anche i seguenti minigiochi:
  - Il gioco della pelota: una partita a quello che sembra un antenato della pallacanestro contro due aztechi. Ogni partita costa 10 carote. La vittoria è premiata con un congegno d'Oro e (in modalità cooperativa) con la possibilità di giocare uno contro uno.
  - Rullo di tamburi: un gioco di memoria nel quale bisogna ricordare la sequenza di tasti da premere per riprodurre la melodia proposta dal maestro di tamburi. Ogni tentativo costa 10 carote e la vittoria è premiata con un congegno d'Oro
  - La sfida del picco sgusciante: consiste nell'attraversare una serie di piattaforme piuttosto instabili usando la furtività di Bugs e raggiungere il congegno con il tornado di Taz.
  - La sfida dei blocchi corrispondenti: una serie di enigmi che consistono nello spostare nelle giuste caselle dei cubi colorati usando la forza di Taz.
  - La sfida a caccia di scimmie: i giocatori devono usare le loro abilità per catturare le 5 scimmie e ottenere la ricompensa.
- Corsa/La cavalcata sacra: consiste in una corsa a cavallo di un drago attraverso un vulcano, con Bugs che guida il drago e Taz che gli fa sputare fuoco; la vittoria è premiata con un gettone del boss. Il drago è lo stesso che appare nel corto Il cavaliere Bugs.
- Ricerca/Il regno dei babbuini: il livello consiste nel completare alcune prove a tempo con noci di cocco e statue per aprire l'entrata del tempio; gli eroi dovranno però lungo il loro cammino fare attenzione ai babbuini e ai piranha. Una volta entrati nel tempio incomincerà lo scontro con il Re Gorilla, al termine del quale si vince un gettone del boss e, dando il colpo di grazia al gorilla appiccando un fuoco, si ottiene un congegno d’Oro.
- Boss/Il tempio di Sam: dopo aver raccolto tutti e tre i gettoni del boss, si entra nel tempio di Sam, un luogo pieno di trappole: pietre che crollano dal soffitto, muri che possono essere spostati ed enigmi di vario genere; alcune stanze sono pattugliate da guardie azteche robuste armate di clave. L'abilità di "richiamare" un personaggio quando rimane indietro è disattivata. Una volta raggiunta la sala sacrificale bisognerà sconfiggere il boss Yosemite Sam: la gemma del tempo si trova sopra una pietra tenuta in alto da tre corde. Una volta bruciate le corde con una torcia, la pietra cadrà sopra Sam e Daffy correrà verso la gemma venendo trasportato nell'era successiva.

 Era vichinga 
Sconfitto Sam, Daffy tocca la gemma del tempo e viene trasportato nell'era dei Vichinghi e più precisamente nel regno del vichingo Taddeo che catturerà Daffy dopo che quest'ultimo ha tentato di prendere il magico martello di Thor.
- Zona centrale/Il villaggio sulla spiaggia: la zona centrale si svolge in un villaggio vichingo su una spiaggia pattugliato da guerrieri vichinghi armati di martello; per trovare il gettone bisognerà risolvere un enigma con delle statue. In questo livello Bugs imparerà a rotolare, Taz a spaventare i nemici e a sollevare e lanciare Bugs; fanno parte di questa zona anche i seguenti minigiochi:
  - Il gioco dell'hockey: una partita a hockey sul ghiaccio contro due vichinghi con portiere. Ogni partita costa 15 carote. La vittoria è premiata con un congegno d'Oro e (in modalità cooperativa) con la possibilità di giocare uno contro uno.
  - La sfida di pattinaggio sul ghiaccio: un gioco di memoria nel quale bisogna ricordare la sequenza di tasti da premere al momento giusto per riprodurre la coreografia proposta dal maestro pattinatore. Ogni tentativo costa 15 carote e la vittoria è premiata con un congegno d'Oro.
  - La battaglia a palle di neve per superare il fiume ghiacciato e raggiungere il premio Taz dovrà creare un ponte con i blocchi di ghiaccio sui quali si trovano i vichinghi; sarà compito di Bugs sconfiggere i vichinghi a suon di palle di neve.
  - Salva il druido: l'obiettivo è salvare un druido schiacciato sotto un elefante. Taz dovrà usare la sua abilità di spaventare per attirare un topolino accanto all'elefante.
  - La sfida del suona e rotola: consiste nel superare una serie di prove a tempo facendo rotolare Bugs negli anelli nel giusto ordine prima dello scadere del tempo. Ogni tentativo costa 15 carote.
- Corsa/La corsa degli scudi: consiste in una corsa sul pendio di una montagna innevata a bordo di uno scudo contro due vichinghi con Taz che lancia palle di neve per disorientarli; la vittoria è premiata con un gettone del boss.
- Ricerca/La valle della luna: il livello consiste nel completare una serie di enigmi in una Valle oscura dove la più grande difficoltà sta nell'orientarsi tra le varie caverne, quando saranno riusciti a illuminare con i raggi della Luna tutti i dolmen gli eroi potranno accedere al porto; qui dovranno sconfiggere un pirata vichingo facendo affondare la sua nave, al termine dello scontro si vince un gettone del boss, nonché un congegno d’Oro una volta datogli il colpo di grazia.
- Boss/Il regno di Taddeo: dopo aver raccolto tutti e tre i gettoni, si entra nel regno di Taddeo, che consiste in un sentiero sospeso nel vuoto pieno di vichinghi che tenteranno di caricare gli eroi con i loro scudi. Lungo il percorso si dovranno affrontare dei puzzle che prevedono l'utilizzo di specchi e luci. Una volta raggiunto il tempio di Thor bisognerà sconfiggere il boss Taddeo: facendo scendere le statue sopra le quali si trova il vichingo, bisogna impadronirsi del martello magico e distruggere la gabbia contenente la gemma del tempo. Fatto questo Taddeo cadrà nel vuoto e Daffy e la gemma verranno trasportati nell'era successiva.

 Era araba 
Sconfitto Taddeo, Daffy e la gemma del tempo finiscono nella grotta dell'arabo Babba Chop e più precisamente nella stanza dove quest'ultimo tiene il tesoro. Daffy tenta di rubargli tutto il tesoro ma viene beccato dal re arabo che infuriato tenta di affettarlo con la sua spada.
- Zona centrale/Il viale del tramonto: Le strade arabe di questa zona centrale sono costellate di guardie armate di Boomerang e qui Bugs apprenderà l'abilità di lanciare le carote e Taz imparerà a potenziare il suo ciclone. Da questa zona si può accedere a quattro templi ognuno rappresentante uno dei quattro elementi (fuoco, acqua, terra, vento). In ogni Tempio costellato di trappole è prigioniero un genio di un elemento diverso dal suo quando ogni genio verrà liberato si potrà ottenere il gettone del boss; fanno parte di questa zona anche i seguenti minigiochi:
  - Il gioco del calcio: una partita a calcetto contro due arabi con portiere. Ogni partita costa 20 carote. La vittoria è premiata con un congegno d'Oro e (in modalità cooperativa) con la possibilità di giocare uno contro uno.
  - Le lezioni di Baladi: un gioco di memoria nel quale bisogna ricordare la sequenza di tasti da premere per riprodurre la coreografia proposta dalla danzatrice. Ogni tentativo costa 20 carote e la vittoria è premiata con un congegno d'Oro.
  - La sfida di Taz-Mahal: Consiste nell'utilizzare il super-tornado di Taz per distruggere nell'ordine i vasi contenenti le scimmie nel tempo limite. Ogni tentativo costa 20 carote.
  - La sfida dei piatti rotanti: per 20 carote gli eroi dovranno superare una sfida di tre round. A ogni round verrà lanciato un numero crescente di piatti (prima 3 poi 6 infine 9) da posizionare su dei paletti e da far girare perché rimangano in equilibrio.
- Corsa/La caccia al tappeto: consiste in una corsa a bordo di un tappeto volante attraverso una città araba nel tentativo di catturare un ladro, con Taz che lancia noci di cocco per rallentarlo; la vittoria è premiata con un gettone del boss.
- Ricerca/I giardini reali: il livello consiste nel raccogliere tre rare perle che sbloccano un gettone del boss. Per ottenere le perle si dovranno superare enigmi diversi, spesso a tempo o che richiedono a Bugs di suonare una melodia con un flauto.
- Boss/La grotta di Babba: dopo aver raccolto tutti e tre i gettoni, si entra nella grotta di Babba. L'uscita del livello si trova proprio vicino all'entrata, ma per raggiungerla bisogna lanciare le carote di Bugs nelle bocche dei leoni d'oro. È il livello boss più lungo e intricato e comprende ostacoli come piranha, leoni e guardie arabe armate di frusta. Una volta raggiunta la sala del tesoro bisogna sconfiggere il ricco Babba Chop lanciandolo contro quattro gong per sbloccare il livello successivo.

 Era della Transilvania 
Sconfitto Babba, Daffy e la gemma del tempo vengono catapultati nell'era della Transilvania dove il papero, per tentare di sfuggire al malefico conte Bloodcount, beve una pozione trasformandosi temporaneamente in un mostruoso papero gigante verde.
- Zona centrale/La città fantasma: La zona centrale è una città infestata nel cuore della notte piena di fantasmi e mostri imponenti e i protagonisti possono usare una macchina speciale per scambiarsi il cervello con quello dei mostri. Sotto forma di mostri i protagonisti dovranno scalare tre campanili (uno per ogni mostro colorato) e suonare le campane per ottenere il gettone boss. Fa parte di questa zona anche l'ultimo minigioco:
  - Il gioco del rugby: una partita a rugby contro due zombie. Ogni partita costa 25 carote. La vittoria è premiata con un congegno d'Oro e (in modalità cooperativa) con la possibilità di giocare uno contro uno.
- Corsa/Il fiume infestato: consiste in una corsa a bordo di una tavola di legno nel tentativo di oltrepassare un fiume infestato pieno di coccodrilli, pipistrelli, vortici e tanti altri ostacoli; la vittoria è premiata con un gettone del boss.
- Ricerca/Zoovania: il livello consiste nell'avventurarsi in uno zoo infestato. Durante il giorno gli animali sono innocui ma molti congegni non sono raggiungibili; l'unico modo per proseguire quindi è mettere in moto l'orologio per far calare la notte; durante la notte però gli animali si trasformano in mostri e per trovare il gettone del boss i protagonisti dovranno sconfiggere una pianta carnivora a tre teste.
- Boss/Il castello del conte: dopo aver raccolto tutti e tre i gettoni, si accede al castello del conte; è il livello boss più corto del gioco e consiste semplicemente in tre stanze piene di trappole diverse. Una volta raggiunta la cima della torre bisogna sconfiggere il vampiro Bloodcount spostando quattro statue intorno a una bara nella quale si trova la gemma del tempo. In seguito Bugs e Taz riportano la gemma alla Nonna lasciando Daffy in Transilvania. Se il giocatore non ha trovato tutti i congegni la nonnina chiederà a Bugs e Taz di finire il lavoro: se il giocatore rifiuta la nonna chiederà che fine ha fatto Daffy e si vedrà il papero intento a fuggire da Bloodcount. Se invece il giocatore accetta e trova i congegni rimanenti allora il gioco terminerà definitivamente: le porte delle quattro ere saranno nuovamente chiuse e Daffy tornerà a Granwich solo per scoprire che è diventato piccolo come un insetto e verrà scacciato da Bugs con il suo stesso repellente.

## Doppiaggio
| Personaggio      | Doppiatore inglese | Doppiatore italiano |
| ---------------- | ------------------ | ------------------- |
| Bugs Bunny       | Billy West         | Massimo Giuliani    |
| Taz              | Jim Cummings       | Roberto Pedicini    |
| Nonna            | June Foray         | Monica Bertolotti   |
| Titti            | Joe Alaskey        | Ilaria Latini       |
| Daffy Duck       | Joe Alaskey        | Marco Mete          |
| Yosemite Sam     | Maurice LaMarche   | Vittorio Amandola   |
| Taddeo           | Billy West         | Marco Bresciani     |
| Conte Bloodcount | Joe Alaskey        | Paolo Marchese      |
| Aztechi          | ?                  | ?                   |
| Vichinghi        | ?                  | Roberto Stocchi     |
| Arabi            | ?                  | Manfredi Aliquò     |
| Zombie           | ?                  | ?                   |

## Accoglienza
| Testata                            | Versione | Giudizio |
| ---------------------------------- | -------- | -------- |
| GameRankings (media al 30-01-2020) | PS       | 70%      |
| GameRankings (media al 30-01-2020) | PC       | 74.95%   |
| Metacritic (media al 30-01-2020)   | PS       | 72/100   |
| AllGame                            | PS       | [ 4 ]    |
| AllGame                            | PC       | [ 5 ]    |
| EGM                                | PS       | 7.67/10  |
| Game Informer                      | PS       | 8.5/10   |
| GameSpot                           | PS       | 7.5/10   |
| GameZone                           | PC       | 8/10     |
| IGN                                | PC       | 6.8/10   |
| IGN                                | PS       | 7.9/10   |
| OPM (US)                           | PS       | [ 12 ]   |
| PC Gamer (US)                      | PC       | 67%      |

Bugs Bunny e Taz in viaggio nel tempo ha ricevuto un'accoglienza abbastanza positiva. La versione PlayStation ha ricevuto da GameRankings e Metacritic rispettivamente un 74,95% e un 72 su 100, mentre solo GameRankings ne ha votato quella per PC con un 70%. Frank Provo di GameSpot lo ha votato con un 7,5 su 10, dichiarando: «compie un ottimo lavoro nel catturare l'umorismo e la personalità incarnata nel mondo dei Looney Tunes».